# 玉得博康
玉得 博康（たまえ ひろやす、明治39年（1906年）4月21日 - 昭和60年（1985年）5月2日）は、日本の空手家。王統流命名者。全日本空手道連盟錬武会初代最高師範。全日本空手道連盟初代元老。群馬県空手道連盟副会長。

## 来歴
1906年に沖縄那覇に生まれ、幼少の頃より父から那覇手を教授され、後に首里手の大浜賢助、城間真繁に師事する。師範学校においても、那覇手や棒術を習得。また戦前に訪中した際に北京にて中国拳法も学んでいる。
戦後は群馬県伊勢崎市を中心に空手を指導し、全日本空手道連盟錬武会の最高師範として防具付き空手の普及に尽力。
また1964年の全日本空手道連盟発足時に東京へ移り、審議委員、初代元老、中央資格審査員を務めた。
1985年（昭和60年）5月2日、79歳没で亡くなられ、宮崎市糸原の墓地に眠られる。

## 人物
- 本職は中学校教諭である[3]。
- 本来は「空手に流派は不要」という無流派主義者であるが、「王統流」という名称は本土に空手を普及させる過程で「琉球王家を守ってきた伝統武術」という意味で便宜的に名づけたものである。
- 船越義珍については「船越義珍先生はナイファンチの良さが分かるのに約11年かかたそうだが、私は20年かかった」といい、義珍の息子である船越義英とも親交があった[4]。
- 喜屋武朝徳については、「身体は小さかったが、形の動作の表現が大きいのが特徴だったよ。あの小さい身体で相撲取り崩れとケンカして勝った話も有名だよ。」と語っている。
- 本部朝基については「那覇の喧嘩どころで有名な辻の遊廓街で毎夜暴れて数々の話題を投げたレコードホルダーでもあった｡ 彼はまとまった奥技型は使えないが､その型にある部処部処の奥技(実戦技)には長じていたようで､それに毎夜の実戦で奥技が活かされ身についていたと当時の武士達は語っていた｡」と語っている。[5]

## 著作
- 『先手非道の空手道』（昭和48年7月8日発行）